# Chris Kempczinski

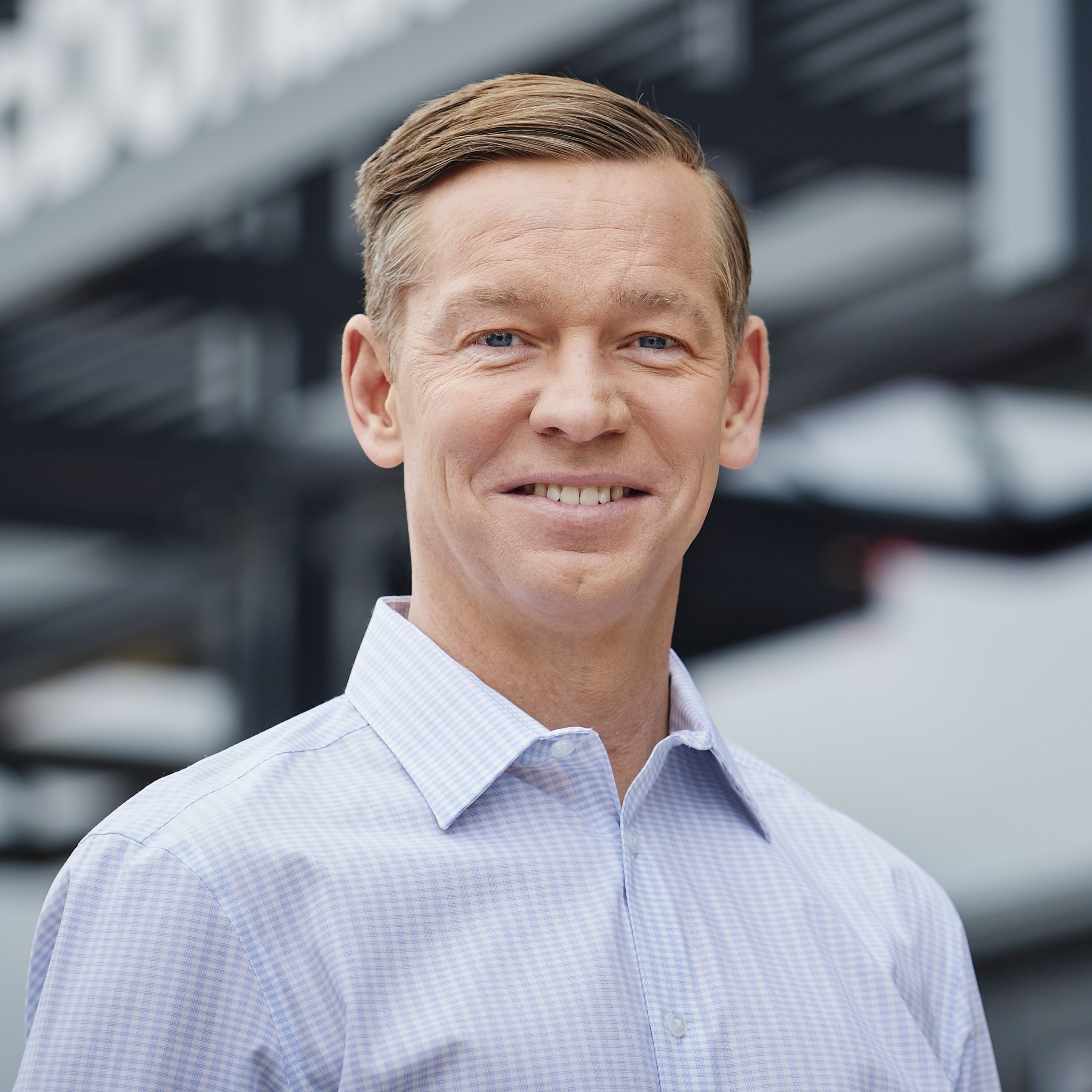
Chris Kempczinski.

Cristopher Kempczinski est né le 26 septembre 1968 en Ohio est un dirigeant d'entreprise américain, l'actuel PDG de McDonald's Corporation.

## Biographie
Christopher Kempczinski est le fils de Richard Kempczinski, professeur de chirurgie et chef de chirurgie post opératoire au Medical Center de l'Université de Cincinnati, et d'Ann Marie Kempczinski (née Campbell), enseignante d'école primaire à Terrace Park Elementary à Cincinnati, Ohio. Il a fréquenté la Indian Hill High School (en) dans la banlieue de Cincinnati.
Il a étudié à l'Université Duke et obtenu un MBA de Harvard Business School en 1997,.
Kempczinski a commencé sa carrière chez Procter & Gamble dans la gestion de marque, et a travaillé pendant quatre ans dans sa division du secteur lessive, avant de partir pour la Harvard Business School (HBS). Après HBS, il est devenu consultant en gestion au Boston Consulting Group, se concentrant sur les produits de consommation et les produits pharmaceutiques. En 2000, il a rejoint PepsiCo dans son groupe de stratégie d'entreprise et de développement, et en 2006, il était vice-président Marketing, Boissons non gazeuses, Boissons Pepsi-Cola Amérique du Nord.
Avant de rejoindre McDonald's, Kempczinski a travaillé pour Kraft Foods Group en tant que vice-président exécutif des initiatives de croissance et président de Kraft International. Il a quitté Kraft en septembre 2015.
Kempczinski a rejoint l'équipe de stratégie mondiale de McDonald's à la fin de 2015 et a été promu président de McDonald's USA en octobre 2016. En novembre 2019, il a succédé à Steve Easterbrook en tant que PDG, après qu'Easterbrook ait été démissionné par le conseil d'administration pour avoir eu une relation avec une employée en violation des règles de l'entreprise.
Il a indiqué, le 16 mai 2022, que « Le respect de nos valeurs signifie que nous ne pouvons plus conserver les Arches [le logo de McDonald’s] en Russie », en soutenant le fait que son entreprise de biens de consommation alimentaire n'était plus digne d'être recevable en Russie.